# Курганский авиационный музей
Музей авиации — музей на территории Сибири и Урала, располагающий музейным собранием авиационной техники. Расположен в городе Кургане.

## История создания
Музей был основан в 1985 году, как ведомственный музей Курганского аэропорта. Первоначально именовался как «Музей аэропорта Курган». Первая экспозиция располагалась в отдельном помещении, примыкавшем к фойе актового зала в административном здании аэропорта. Она была посвящена истории курганского аэропорта в 1923—1985 гг.
В 1991 году руководство Курганского авиапредприятия приняло решение о создании музейной экспозиции авиационной техники. На территории аэропорта, прилегающей и привокзальной площади был отведен участок площадью 5500 м². 18 августа 1993 года состоялось торжественное открытие экспозиции авиационной техники. В экспозиции музея находятся гражданские и военные летательные аппараты, с 1993 года музей переименован в «Курганский авиационный музей». В 1994 г., в связи с началом процедуры банкротства Курганского авиапредприятия, музей был выведен из структуры аэропорта. Экспонаты, в том числе и самолёты, были переданы ТОО «Авиамузей», которое представляло юридические интересы музея до 1999 года. В 1999—2003 гг. юридическим лицом, представляющим интересы музея, являлась автономная некоммерческая организация Авиационно-технический спортивный клуб «Сибиа-спорт». Только спустя 10 лет, в 2003 году музею присвоен статус государственный.
С 10 июня 2003 года Музей авиации — филиал Курганского областного краеведческого музея.
Экспозиция «История гражданской авиации Зауралья» включает в себя 8 разделов и период годов с 1912 по 2000 годы. Там находятся документы, фотографии, награды, знаки отличия тренажеры и многое другое. Экспозиция авиационной техники насчитывает 15 летальных аппаратов, размещенных под открытым небом: военные самолёты МиГ-17, МиГ-19П, МиГ-21ПФ, МиГ-23УБ, Су-7Б, Су-17УМ3,Су-24, Су-25, Су-27, Як-52; гражданские самолёты Ил-14Т, Ан-24Б, Як-40, Ан-2, вертолёт Ми-2. Выставка «Спортивная авиация Зауралья» включает в себя 4 раздела и период годов с 1924 по 2006 годы, фотографии, документы, модели самолётов Ла-7 и Як-50 и многое другое. Выставка Летное обмундирование и снаряжение экипажей ВВС 1930-е по 2000-е годы находится в фюзеляже самолёта Ил-14. Все собрание музея насчитывает 1 000 единиц хранения, кроме этого в библиотеке музея хранится 500 единиц книг, журналов, газет и др. За год музей посещают 6 000 человек.
Основатель музея его директор в 1985—2018 годах — Игорь Михайлович Семенов, инструктор тренажера по лётной подготовке, в прошлом — пилот 1-го класса, командир звена Курганского авиапредприятия. В 2018 году директором стал Геннадий Игоревич Секисов.

## Техника
| Фотография                                                        | Тип                                               | Серийный номер | Бортовой номер или государственный регистрационный опознавательный знак |
| ----------------------------------------------------------------- | ------------------------------------------------- | -------------- | ----------------------------------------------------------------------- |
|                                                                   | Ан-2                                              | 1G41-27        | RA-62458                                                                |
|                                                                   | Ан-24Б                                            | 77303808       | CCCP-46296                                                              |
|                                                                   | Ил-14Т                                            | 148001940      | 10                                                                      |
|                                                                   | Ми-2                                              | 544836066      | 27                                                                      |
|                                                                   | МиГ-17                                            | 04210609       | 05                                                                      |
|                                                                   | МиГ-19П                                           | 62211032       | 04                                                                      |
|                                                                   | МиГ-21ПФ                                          | 76212207       | 01                                                                      |
|                                                                   | МиГ-23УБ                                          | 0900102        | 11                                                                      |
|                                                                   | Су-7Б                                             | 1608           | 69                                                                      |
|                                                                   | Су-17УМ3                                          | 17532363411    | 19                                                                      |
|                                                                   | Су-24                                             | 0215302        | 02                                                                      |
|                                                                   | Су-25                                             | 01026          | 08                                                                      |
|                                                                   | Су-27                                             | 36911009709    | 01                                                                      |
|                                                                   | Як-40                                             | 9020311        | CCCP-87748                                                              |
| В сентябре 2015 года ДОСААФ вывез из музея на аэродром Логовушка. | Як-52                                             | 877615         | RF-01084                                                                |
|                                                                   | 76-мм дивизионная пушка образца 1942 года (ЗИС-3) |                |                                                                         |

## Адрес
- 640015, Курганская область, город Курган, ул. Гагарина, 41.

До музея можно добраться на автобусе: 5, 33, 75, 325, 349, 359, 378, 403. Остановка: Аэропорт.
Часы работы: 10:00—16:00, без перерыва на обед, выходные: понедельник, вторник